# Baz Kia Gurab
 (avril 2025).
Baz Kia Gurab (persan : بازكياگوراب) est un village du district rural de Baz Kia Gurab, ainsi que sa capitale. Ce district fait partie du district central du comté de Lahijan, situé dans la province du Gilan, en Iran.

## Démographie

### Évolution de la population
Lors du recensement national de 2006, le village comptait 4 213 habitants répartis en 1 220 foyers. Au recensement suivant, en 2011, il a été dénombré 4 491 personnes dans 1 489 ménages. En 2016, on a recensé 4 166 personnes réparties dans 1 469 ménages.